# Cittadella
Cittadella je opevněné italské město v provincii Padova.

## Geografie
Sousední obce: Carmignano di Brenta, Fontaniva, Galliera Veneta, Pozzoleone, Rossano Veneto, San Giorgio in Bosco, Tezze sul Brenta, Tombolo.

## Historie
Kdysi významná pevnost na ukázkově pravidelném půdorysu stojí zhruba 25 km severovýchodně od Vicenzy. Postavili ji Padované kolem roku 1220 jako odpověď na pevnůstku Castelfranco Veneto budovanou nedaleko na společné hranici konkurenční Vicenzou. Dodnes se dochovaly mohutné cihlové hradby (téměř 1 km dlouhé) se 32 pravoúhlými věžemi, ochozy s podsebitím a čtyřmi branami. Jistě stojí za to vstoupit do města branou Porta Padovana s věží Torre di Malta, kdysi vězením a mučírnou, kde po ztracené bitvě u Canana roku 1259 bídně zemřel Ezzelino da Romano, vojevůdce Fridricha II. a příslušník rodu ovládajícího ve 13. století velkou část severní Itálie. Pro své skutky došel odplaty i v Dantově Pekle, kde se navěky vaří v řece krve.

## Památky
- dóm z přelomu 18. a 19. století, architekt Domenico Cerato
- kostel Torresino
- konvent sv. Františka
- vojenský hřbitov

## Osobnosti města
- Giuseppe Billanovich, filolog
- Massimo Bitonci, politik
- Giuseppe Comino, vydavatel
- Bino Rebellato, básník

## Doprava
Obec je dostupná železnicí, trať Vicenza-Treviso.

## Partnerská města
- Guben, Braniborsko, Německo
- Noblesville, Indiana, Spojené státy americké
- Nova Prata, Brazílie

## Vývoj počtu obyvatel
Počet obyvatel

## Gallerie

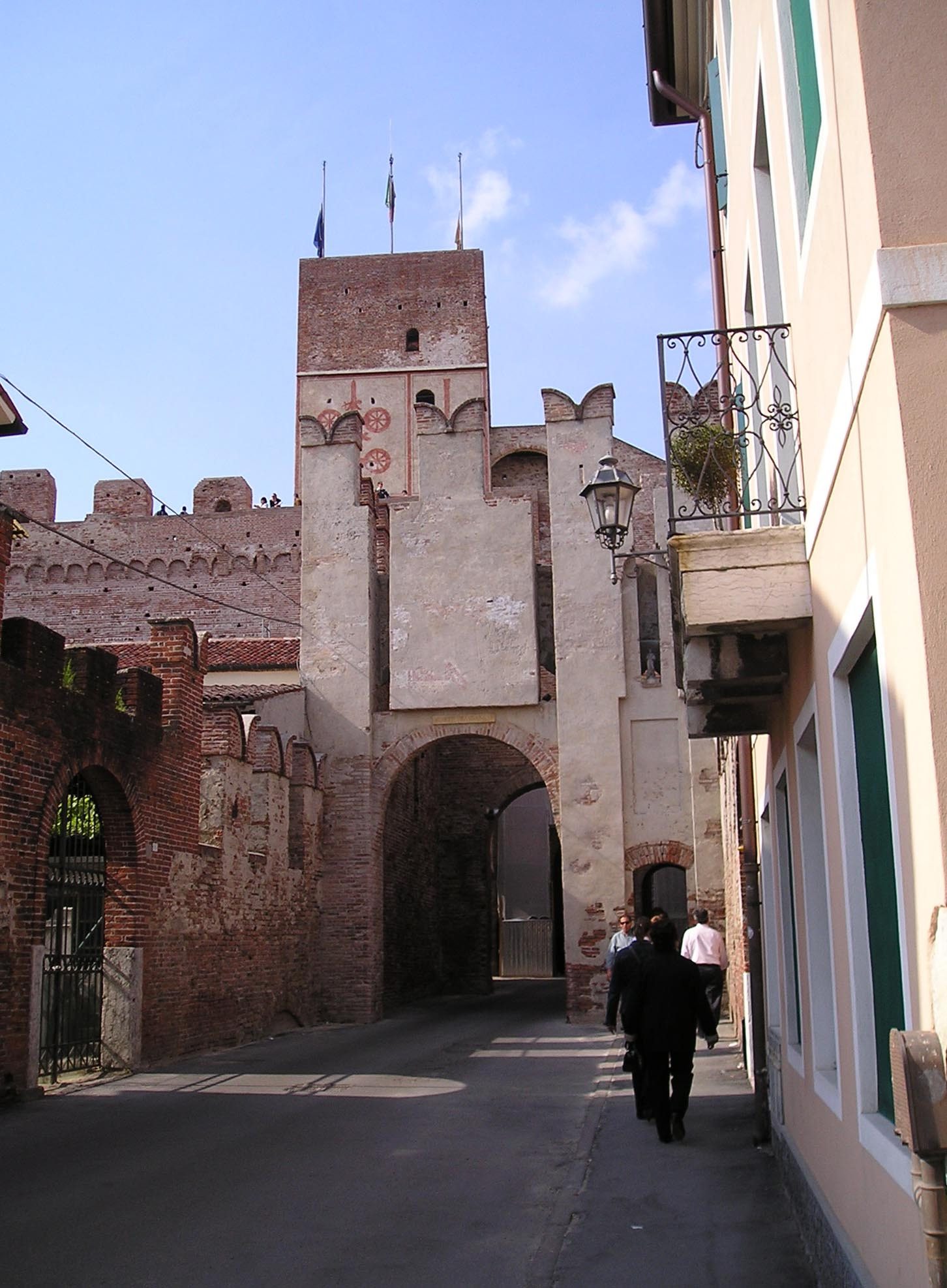
Brána Bassanesi
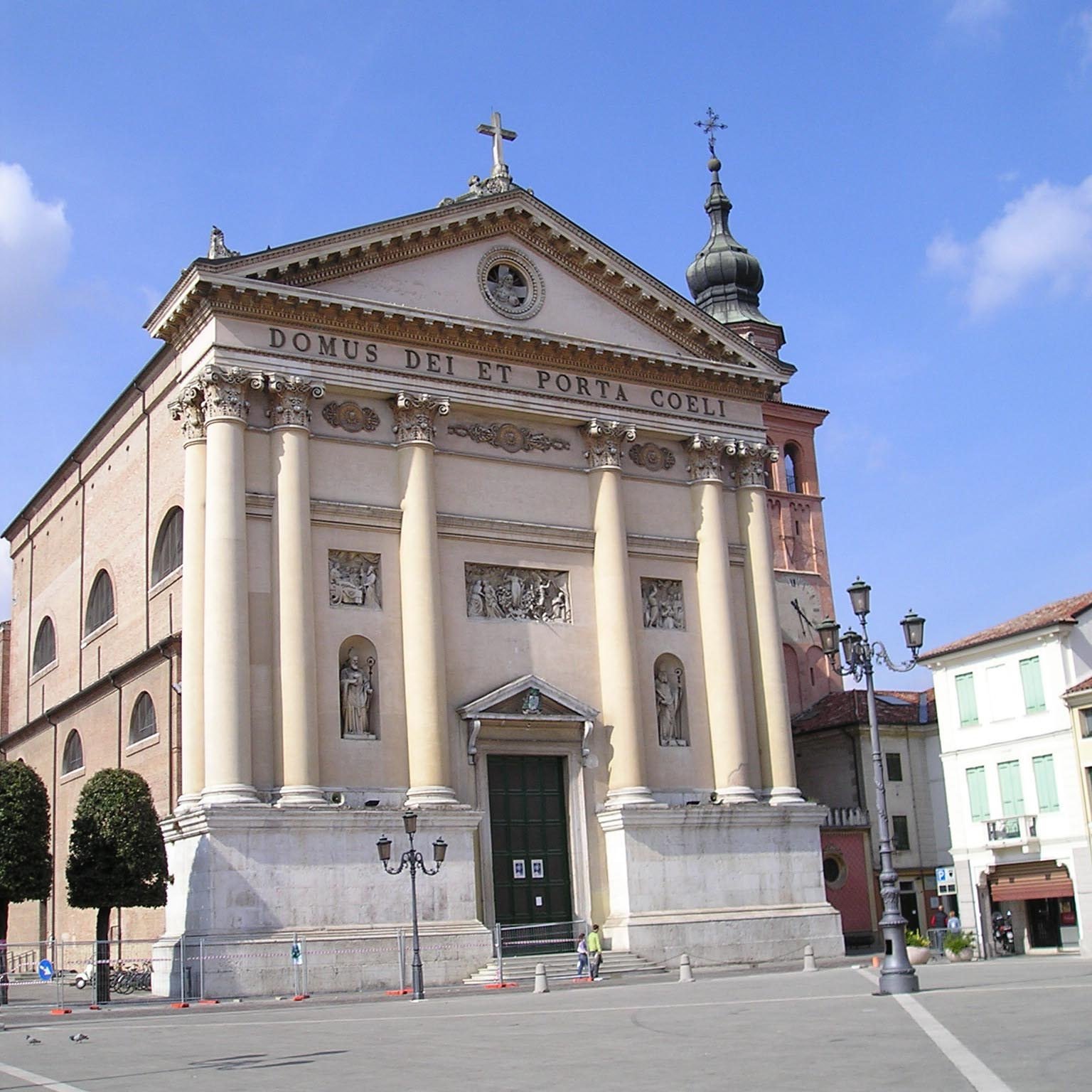
Katedrála v Cittadelle
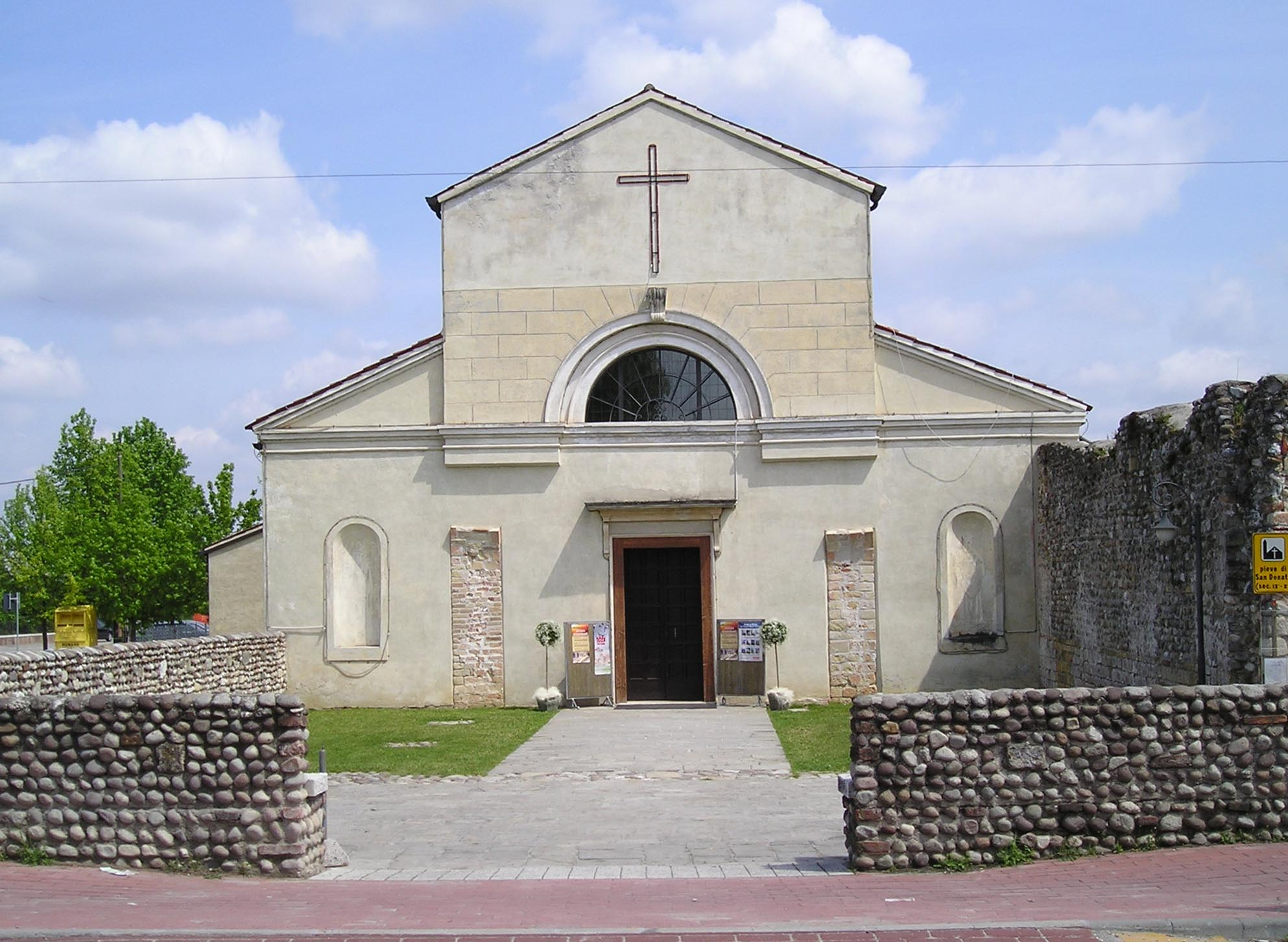
San Donato